# Музеј савремене уметности Барселоне
Музеј савремене уметности Барселоне (кат. Museu d'art Contemporani de Barcelona) се налази у градској четврти Ел Равал (шп. El Raval). У музеју су изложена дела настала у другој половини 20. века. Проглашен је музејом од националног значаја од стране Ђенералитата Каталоније (кат. Generalitat de Catalunya). Директор музеја је Феран Баренблит.

## Историја
Идеја за отварање музеја оваквог типа у Барселони придаје се Александру Сириси Пељисеру (кат. Alexandre Cirici Pellicer), каталонском писцу и ликовном критичару који је 1953. године основао и председавао Удружењем савремених уметника (кат. Associació d'Artistes Actuals) које су сачињавали уметници, критичари и љубитељи уметности. Допринели су стварању уметничке колекције по узору на Музеј модерне уметности у Њујорку. Изложба Уметност и мир (шп. El arte y la paz) из 1963. године имала је очигледну антифранкистичку тематику и означавала је крај Сирисијеве идеје. До тада прикупљена колекција је премештена у Библиотеку-музеј Виктора Балагера (шп. Biblioteca Museo Víctor Balaguer) у граду Виљанова и Ђелтру и данас је отворена за посетиоце.
Идеја је обновљена 1985. године када је основан конзорцијум у чијем су саставу били Градска скупштина Барселоне и Ђенералитат Каталоније. Одлучено је да ће музеј бити премештен у некадашњу Кућу милосрђа (шп. Casa de la Caridad). Годину дана касније, тадашњи градоначелник Барселоне, Пасквал Марагаљ (кат. Pasqual Maragall), је наложио изградњу новог објекта за седиште будућег музеја. Задужен за изградњу зграде музеја је био амерички архитекта Ричард Мајер.
Године 1987, је основана Фондација Музеја савремене уметности, приватног карактера, која је спојена са конзорцијумом основаним од стране јавних установа. Музеј савремене уметности Барселоне је отворен за јавност од 28. новембра 1995. године.

## Зграда музеја
Главна зграда Музеја савремене уметности, са 14.300 m² употребљивог простора, је дело америчког архитекте Ричарда Мајера. Објекат је пројектован 1990. године, а изградња је почела 1991. године и завршена је четири године касније. Циљ је био сјединити савремену уметност која је изложена унутар зграде са историјским облицима објекта у којем се налази. Употреба беле боје и застакљених окна омогућили су да грађевина располаже посебним осветљењем.

## Збирка
Збирка Музеја савремене уметности се састоји од преко 5.000 дела, која су настала од краја педесетих година прошлог века до данас. Званична збирка је састављена 19. јуна 1997. године када је потписан споразум Конзорцијума музеја са Ђенералитатом Каталоније, Градском скупштином Барселоне и Фондацијом Музеја савремене уметности, састављајући раније сачуване збирке и дела из јавних или приватних колекција.
Збирка је сачињена од уметничких дела из педесетих година ХХ века и укључује дела европског поп-арта и авангардним стремљењима из шездесетих и седамдесетих година. Такође располаже минималистичким скулптурама из осамдесетих година, као и савременијим делима. У оквиру збирке су сједињена дела уметника из целог света, са посебним освртом на јужноамеричке и арапске ствараоце.

## Архив и библиотека
Године 1995, је основана библиотека Музеја савремене уметности Барселоне, а 2007. године фонд је обогаћен књигама, часописима и документима који су се налазили у некадашњем Документационом центру Александре Сириси (шп. Centro de Documentación Alexandre Cirici), основаном 1984. године. У установи се чувају и прикупљају оригинални документи у различитим форматима попут писама, личних фотографија, позивница, плаката, брошура, штампаних и дигиталних часописа, референтне литературе, аудио-визуелних материјала и др. У зависности од врсте, материјали се чувају у библиотеци или архиву. Један од циљева центра, осим чувања докумената, је активно развијање њиховог садржаја. Да би то било успешно, центар располаже програмом за смештај истраживача. Каталог библиотеке се може погледати путем интернета.

## Школске активности
У музеју постоје различити програми, како за први сусрет и упознавање са савременом уметношћу, тако и за истраживања и стручна усавршавања са циљем темељнијег проучавања и истицања друштвеног значаја уметности. Активности су усмерене ка посетиоцима различитих интересовања, а у понуди садржаја се, између осталог, налазе филмови, музика и књижевна дела. Путем музеја се управља Програмом за независне студије (шп. Programa de Estudios Independientes), постдипломским програмом намењеним савременим креативним делатностима.

## Публикације
Од отварања музеја постојао је издавачки пројекат који је укључивао каталоге са привремених поставки и монографије специјализоване за савремено размишљање и критику, како би се допринело документовању изложби и помогло истраживање о савременој уметности.